# 죽느냐 사느냐
《죽느냐 사느냐》(영어: No Holds Barred)는 1989년에 공개된 미국의 액션 영화이다. 상영 당시 WWF(현 WWE)의 인기 프로 레슬러였던 헐크 호건 주연 작품이다. 호건은 자신을 투영한 인물인 프로 레슬링 챔피언 역을 연기했으며, 레슬링 경기도 나온다.

## 줄거리
립 토머스는 월드 레슬링 연맹 헤비급 챔피언이며, 그의 방송 출연은 고전하는 월드 텔레비전 네트워크(WTN)의 사장 톰 브렐에게 골칫거리였다. 립은 엄청난 시청률을 자랑하는 반면 WTN은 최하위 시청률을 기록하는 방송국이었다. 립이 제이크 불릿을 상대로 가장 최근에 펼친 타이틀 매치 다음 날, 브렐은 립을 자신의 방송국에 영입하려 시도하지만 립은 거절한다. 자신을 "운동 바보"라고 여기는 남자에게 무시당한 것에 화가 난 브렐은 자신의 부하들을 고용하여 립의 리무진에서 그를 습격하려 하지만, 립은 성공적으로 그들을 물리친다.
나중에 브렐은 노 카운트 바를 방문하여 '터프 가이들의 전투'라는 자신만의 레슬링 프로그램을 고안한다. 이 쇼는 전직 죄수이자 립의 트레이너 찰리의 전 제자인 제우스의 등장으로 성공을 거둔다. 제우스는 10만 달러 토너먼트에서 우승하고 브렐의 귀한 파이터가 된다.
기업 스파이 사만다 무어는 브렐에게 립을 유혹하기 위해 보내진다. 그러나 립의 선량한 성품과 자선 활동에 대한 헌신은 그녀의 마음을 사로잡고, 그녀는 레슬러에게 자신의 정체를 고백하고 그의 편에 선다. 브렐은 사만다의 배신을 알게 되고 복수를 맹세하며 부하들을 보내 그녀를 납치하고 강간하려 한다. 립은 그들의 노력을 좌절시키고, 한 명의 멍청이를 나무 줄기에 던져버린다.
나중에 립이 자선 행사에 있을 때 브렐과 제우스가 도착하여, 립이 '터프 가이들의 전투'에서 제우스와 싸워 자신의 명예를 증명하라고 요구한다. 립은 주변 아이들에게 좋은 본보기가 되고 싶어 거절한다. 한편, 립의 남동생 랜디와 그의 친구 크레이그는 창고에서 열리는 싸움을 관람하며 제우스를 직접 확인하기로 결정한다. 제우스가 괴물 같은 리바 로리스를 물리치는 것을 본 후, 크레이그는 랜디가 립의 동생임을 브렐과 그의 동료들에게 밝힌다. 랜디는 자신을 방어하려 하지만 제우스는 그를 잔인하게 구타하여 병원으로 보낸다. 격분한 립은 동생의 복수를 위해 제우스의 도전을 받아들인다. 제우스가 훈련에 모든 시간을 보내는 동안, 립은 거의 마비된 랜디가 다시 걷는 것을 돕는 데 시간을 보낸다.
경기 당일 밤, 브렐은 사만다를 납치하고 립에게 그녀의 목숨을 구하려면 제우스와 10분 동안 싸운 후 패배하라고 명령한다. 전투가 시작되자 사만다는 탈출하지만, 브렐의 부하들이 그녀를 궁지에 몰아넣는 순간 찰리와 크레이그가 그녀를 구출하고 그들을 물리친다. 다시 경기장으로 돌아와, 제우스는 우위를 점하고 립을 무자비하게 폭행하며, 심지어 강철 링 포스트 중 하나로 립의 가슴을 꿰뚫으려 시도한다. 랜디는 형에게 반격하라고 촉구한다. 랜디의 말에 립은 다시 기운을 얻고 사만다가 안전한 것을 보자 두 번째 힘을 얻어 제우스에게 흐름을 뒤집기 시작한다. 싸움은 링을 파괴하며, 립과 제우스는 브렐이 통제실에서 지켜보는 가운데 스탠드까지 계속 싸움을 이어간다.
립은 마침내 제우스를 캣워크에서 아래의 링으로 떨어뜨려 경기를 끝낸다. 좌절한 브렐은 제우스의 패배에 분노하여 전기 장비를 파괴하기 시작한다. 립은 자신의 잘못에 대한 복수를 위해 브렐을 쫓아간다. 브렐은 후퇴하지만, 화가 나서 노출시킨 활선에 실수로 닿아 감전사한다. 적들이 사라지자 립과 랜디는 친구들과 함께 축하한다.

## 출연진
- 헐크 호건
- 조앤 세버런스
- 커트 풀러
- 톰 “타이니” 리스터 주니어
- 마크 펠러그리노
- 빌 헨더슨
- 찰스 레빈
- 데이비드 페이머
- 스탠 핸슨
- 제시 벤투라
- 버프 배궐

## 기타 제작진
- 총괄 제작: 빈스 맥맨
- 협력 제작: 마이클 맥도널
- 배역: 캐런 리아
- 미술: 제임스 섀너핸
- 세트: 린 울버턴

## 노 홀즈 바 매치
| 날짜             | 개최한 곳 | 경기장                     | 관중수 | 메인 이벤트                                                                      |
| ---------------- | --------- | -------------------------- | ------ | -------------------------------------------------------------------------------- |
| 1989년 12월 12일 | 내슈빌    | 내슈빌 뮤니시펄 오디토리엄 | 빈칸   | 헐크 호건, 부르터스 “더 바버” 비프케이크 대 랜디 새비지, 쥬스 (스틸 케이지 매치) |